# Automobilwerk Wilhelm Körting
Das Automobilwerk Wilhelm Körting war ein in Wülfrath ansässiger Zweigbetrieb der Maschinenfabrik Wilhelm Körting in (Wuppertal-)Barmen. Im einzigen Fertigungsjahr 1923 wurden Wagen mit Reihen-Vierzylinder-Motoren von Selve gebaut, der Körting 6/24 PS und der Körting 8/32 PS.